# Palazzetto Criminale
Il Palazzetto Criminale è un edificio del centro storico di Genova, nell'antico sestiere del Molo, adiacente al Palazzo Ducale e alla cattedrale di San Lorenzo, nel cuore politico e religioso della città antica.
Edificato alla fine del XVI secolo, per due secoli fu adibito a carcere e tribunale. Nel 1817 divenne sede dell'Archivio di Stato, oggi trasferito nell'ex convento di Sant'Ignazio, nella zona di Carignano.

## Storia
Il "Palazzetto Criminale", situato in via Tommaso Reggio, è adiacente al Palazzo Ducale, a cui è collegato da un passaggio sopraelevato, detto "pontino", che scavalca la salita all'Arcivescovado. Fu costruito intorno alla fine del XVI secolo per ospitare gli uffici dell'amministrazione giudiziaria ed il carcere per i detenuti comuni (i prigionieri politici erano rinchiusi invece nella Torre Grimaldina e nel sottotetto di ponente dello stesso Palazzo Ducale).
Il corpo principale del palazzo fu costruito tra il 1583 e il 1596, con varie interruzioni dovute a difficoltà finanziarie, su terreni adiacenti alla cattedrale ed al Palazzo Ducale già di proprietà dei Doria e dei canonici di San Lorenzo. Il progetto, innovativo per l'epoca, si deve a Giovanni Ponzello, con il contributo anche di Daniele Casella e Giovanni Orsolino. In realtà più che di una vera e propria nuova edificazione si trattò dell'accorpamento ed adattamento di costruzioni preesistenti. Nel 1606 i lavori potevano dirsi terminati, mentre solo nel 1613 fu realizzata la parte superiore, attigua al Palazzo Ducale.
Per rispondere alle mutate esigenze dell'amministrazione giudiziaria fu posta una particolare attenzione alla struttura dell'edificio, curando la razionale distribuzione degli spazi, ma anche la precisa definizione dei compiti delle figure professionali (giudici, avvocati, cancellieri, custodi), delle regole per la verbalizzazione dei processi, il controllo di testimoni e accusati, il controllo degli spazi interni, ponendo infine un particolare accento sulle regole di segretezza.
Il "Palazzetto" rimase in funzione per circa due secoli. Già nel 1806, durante l'Impero francese, per la ristrettezza degli spazi e l'ubicazione troppo centrale venne proposto da più parti lo spostamento del carcere in altra sede, ma questo sarebbe avvenuto solo nel 1817, dopo l'annessione della Liguria al Regno di Sardegna, con il trasferimento nell'ex convento di Sant'Andrea della Porta.
Il palazzo fu allora destinato a sede dell'Archivio di Stato di Genova, in cui vennero raccolti i documenti dell'archivio della Repubblica di Genova, l'archivio del collegio notarile di Genova e quello del Banco di San Giorgio. Dopo il trasferimento nel 2004 dell'Archivio di Stato nell'ex noviziato dei Gesuiti di Sant'Ignazio, nel quartiere di Carignano, l'edificio è sottoposto a lavori di ristrutturazione, alla cui conclusione tornerà ad essere una delle sedi dello stesso Archivio di Stato.